# Arnold Herrlin
Johan Wilhelm Arnold Herrlin, född den 18 januari 1899 i Karlskrona, död den 22 juli 1979 i Helsingborg, var en svensk jurist. Han var bror till Gunnar Herrlin.
Herrlin avlade studentexamen i Lund 1919 och juris kandidatexamen vid Lunds universitet 1925. Han genomförde tingstjänstgöring i Ingelstads och Järrestads häraders domsaga 1925–1928. Herrlin blev tillförordnad fiskal i Hovrätten över Skåne och Blekinge 1929, adjungerad ledamot där 1932, assessor 1933 och hovrättsråd 1938. Han var revisionssekreterare 1940–1943 (tillförordnad 1936–1940) och häradshövding i Västra Värends domsaga 1947–1965. Herrlin blev riddare av Nordstjärneorden 1941 och kommendör av samma orden 1957. Han vilar på Donationskyrkogården i Helsingborg.